# Салми
Салми (рус. Салми, фин. Salmi) је село у Републици Карелија у Русији. Русији. Према подацима из 2007. године, Салми има 3800 становника. Кроз село протиче река Тулемајоки.